# Eschweilera pittieri
Eschweilera pittieri là một loài thực vật linhin thuộc họ Lecythidaceae.
Loài này có ở Colombia, Ecuador, và Panama.